# Tomás de Almeida
Tomás de Almeida (Lisboa, 11 de Setembro ou 5 de Outubro de 1670 — Lisboa, 27 de Fevereiro de 1754) foi o primeiro patriarca de Lisboa com o nome de D. Tomás I (aquando da elevação da sé arquiepiscopal a essa dignidade, em 1716, pelo Papa Clemente XI). Antes fora bispo de Lamego (1706) e mais tarde do Porto (1709). O Papa Clemente XII elevou-o ao cardinalato em 20 de Dezembro de 1737.

## Biografia
Filho de D. António de Almeida Portugal, 2.º Conde de Avintes e Governador do Algarve, e de sua mulher D. Maria Antónia de Bourbon, foi irmão do 3.º Conde de Avintes. Estudou no Colégio de Santo Antão de Lisboa com os Jesuítas os preparatórios de Latim, Filosofia e Retórica. Com 18 anos, tomou em 20 de dezembro de 1688 beca como porcionista no Real Colégio de São Paulo da Universidade de Coimbra, onde se doutorou em cânones.
Em 1695 era deputado da Inquisição de Lisboa, em 27 de agosto de 1695 foi despachado desembargador na Relação do Porto. Em 22 de abril de 1698 passou para a Casa da Suplicação com o exercício de serventia na Casa dos Agravos. Em 1 de junho de 1702 tomou posse como procurador e deputado do Conselho da Fazenda da Rainha, mais o priorado da igreja de São Lourenço de Lisboa. Em 13 de abril de 1703, nomeado deputado da Mesa da Consciência e Ordens, já condecorado com a insignia da Ordem de Cristo e armado cavaleiro professo.
Em 28 de maio de 1704, como o Rei partiu para a Beira, deixando seu irmão como regente, foi escolhido substituto de Diogo de Mendonça Corte Real, que o acompanhava, na Secretaria das Mercês, Expediente e Assinatura.

## Episcopado
Feito por D. Pedro II de Portugal sumilher da cortina, juiz do fisco real, chanceler-mor do Reino, tomando posse em 24 de novembro de 1704. Bula de Clemente XI (confirmada pelo Rei em 6 de dezembro de 1706) o faz Bispo de Lamego, sagrado em Lisboa na igreja do convento da Graça em 3 de abril de 1707, celebrante o capelão-mor e bispo titular de Torga, D. Frei Nuno da Cunha e Ataíde. Entrou na diocese em 2 de maio. Como entre o cabido e o bispo de Viseu havia discórdias, conseguiu pacificar os ânimos e foi feito pelo fei, já doente e a quem assistiu nos últimas horas, tabelião-mor do Reino.
A 1 de julho de 1707, no dia da aclamação, o rei D. João V de Portugal nomeia-o Escrivão da Puridade, dos cargos de maior importância.
Em 3 de maio de 1708, foi para Coimbra em comissão no Real Colégio de São Paulo. Morto D. Frei José de Santa Maria de Saldanha, foi nomeado bispo do Porto por decreto de 30 de abril e carta régia de D. João V de Portugal de 26 de maio de 1709 e na mesma data Governador da Relação e Armas da mesma cidade.
Entrou em sua diocese com grande cerimonial em 3 de novembro. Em 7 de novembro de 1716 expedida a Bula Aurea in supremo apostolatus solio: Clemente, atendendo a seus serviços e de acordo com o Colégio dos Cardeais em consistório concedeu a especialíssima graça de ser a Real capela colegiada de São Tomé nos paços da Ribeira elevada à categoria de catedral metropolitana com título de "Santa Igreja Patriarcal".
Nomeado capelão-mor patriarca em carta-Régia de 4 de dezembro de 1713 confirmada em 7 de dezembro pela Santa Sé. É, então, o primeiro Patriarca da Igreja da Sé de Lisboa, ou Lisboa Ocidental.
Em 13 de fevereiro de 1717, D. Tomás entrou em Lisboa em majestosa solenidade assistida pelo clero secular e regular, o Estado civil, cortejo da corte, tropa formada em alas. O Padre Francisco de Santa Maria descreve no Ano Historico: «entrada iniciada na igreja de São Sebastião da Pedreira, esperava-o a cavalo a nobreza da corte. Tomou o coche e veio marchando com acompanhamento luzidio até a igreja de Santa Marta; apeou, tomou a Capa Consistorial, continuou a cavalo a marcha até as portas de Santo Antão, onde se levantava altar. Deixou a Capa, revestiu-se pontificalmente com a capa e mitra branca, montou mula ruça coberta com gualdrapa de tela branca, rédea dada ao irmão D. Luís, Conde de Avintes. Ao sair das portas, receberam-no sob um pálio de preciosa tela os vereadores dos senados de ambas as câmaras de Lisboa e entre duas alas que formavam as comunidades regulares, confrarias e irmandades da cidade, chegou à Santa Basilica Patriarcal, e se deu fim ao ato com o hino Te Deum laudamus, cantado com solenidade.»
Visitou seu patriarcado, crismando gente, o que terminou em 1722 e só no lado ocidental houve mais de 13 140 crismados. Em 17 de novembro de 1717 teve a honra de lançar a bênção à primeira pedra, medalha e alicerces da Real basílica de Mafra e o sagrar em 22 de outubro de 1730.
Baptizou os infantes D. Pedro e D. Alexandre, e as quatro filhas do Príncipe do Brasil.
Em 11 de janeiro de 1728 celebrou na Santa Igreja Patriarcal o casamento da Infanta D. Maria Bárbara de Bragança com o Príncipe de Astúrias, futuro Fernando VI de Espanha; em 20 de janeiro de 1729, em Elvas, o do Príncipe do Brasil, futuro D. José I de Portugal com a princesa D. Mariana Vitória de Bourbon.

## Cardinalato
Em 20 de dezembro de 1737 ascendeu ao cardinalato. Recebeu o chapéu vermelho no Oratório do Palácio onde habitava, perto da igreja de São Roque. Veio a Lisboa para o assistir, em 3 de março de 1738, enviado da Santa Sé o cónego de São Pedro no Vaticano e camareiro-mor do Papa, Giulio Sacchetti. Em 13 de novembro de 1746 sagrou a Santa Igreja Patriarcal que o Rei mandou edificar depois de ser extinta a diocese oriental por Bento XIV, depois destruída pelo terremoto.
Em 7 de setembro de 1750 assistiu à aclamação de D. José I de Portugal. Em 27 de outubro de 1753 ofereceu à Irmandade de Santa Isabel (para ajudar nas obras de reconstrução da Igreja) grande parte de sua rica baixela de prata lavrada dourada, e por sua morte lhe legou o resto no valor ainda superior a 4.000$000 contos de réis.
Gastou avultadas quantias com a fundação do convento das freiras trinas no Rato, a igreja dos clérigos regulares da Missão em Rilhafolhes, e mais corpos religiosos. Manteve polémica com Alexandre de Gusmão e com Diogo de Mendonça Corte Real.
O seu sobrinho 4.° Conde de Avintes foi feito titular de juro e herdade, 1.° Conde do Lavradio e 1.° Marquês do Lavradio de juro e herdade. Um sobrinho homónimo, D. Tomás de Almeida como ele, seria o principal decano da Santa Igreja Patriarcal e o primeiro director geral dos Ensinos públicos em Portugal e domínios por Carta Régia de D. José I de Portugal de 6 de maio de 1759. O seu corpo encontra-se sepultado na Igreja de São Roque, em Lisboa.

## Ordenações episcopais
O Cardeal D. Tomás de Almeida foi o principal sagrante dos seguintes bispos: 
- D. Ludovico Álvares de Figueiredo
- D. Bartolomeu do Pilar, O. Carm.
- D. António de Guadalupe, O.F.M.
- D. José Fialho, O. Cist.
- D. Luís de Santa Teresa da Cruz Salgado de Castilho, O. Carm.
- D. Guilherme de São José António de Aranha
- D. Manuel da Cruz Nogueira, O. Cist.
- D. António de Nossa Senhora do Desterro Malheiro, O.S.B.
- D. José Botelho de Matos
- D. João da Cruz Salgado de Castilho, O. Carm.
- D. Manuel de Santa Inês Ferreira, O. Carm.
- D. Francisco de São Tiago, O.F.M.
- D. Bernardo Rodrigues Nogueira
- D. Miguel de Bulhões e Sousa, O.P.
- D. António da Madre de Deus Galvão, O.F.M.